# アラキドン酸-5-リポキシゲナーゼ
アラキドン酸-5-リポキシゲナーゼ (arachidonate 5-lipoxygenase) は、アラキドン酸代謝酵素の一つで、次の化学反応を触媒する酸化還元酵素である。
アラキドン酸 + O2 {\displaystyle \rightleftharpoons } (5S,6S,7E,9E,11Z,14Z)-5,6-エポキシイコサ-7,9,11,14-テトラエン酸 + H2O
反応式の通り、この酵素の基質はアラキドン酸とO2、生成物は(5S,6S,7E,9E,11Z,14Z)-5,6-エポキシイコサ-7,9,11,14-テトラエン酸とH2Oである。
組織名はarachidonate:oxygen 5-oxidoreductaseで、別名にleukotriene-A4 synthase、δ5-lipoxygenase、5δ-lipoxygenase、arachidonic 5-lipoxygenase、arachidonic acid 5-lipoxygenase、C-5-lipoxygenase、LTA synthase、leukotriene A4 synthaseがある。